# 傑克·拉特納
傑克·拉特納（英語：Jacob Andrew Joseph LaTurner，1988年2月17日—）是美国的一位政治家，所屬政黨是共和黨。自2021年開始，他擔任堪薩斯州第二國會選區選出的聯邦眾議員。